# Nueva Europa
Nueva Europa fue un término retórico referido en 2003 por analistas y políticos en Estados Unidos en oposición a la Guerra de Irak y difundido por Donald Rumsfeld.  La nueva Europa, según esa retórica, se refería a un nuevo liderazgo europeo de oposición, alineado contra las posiciones del gobierno de entonces de Estados Unidos, que sustituiría al de la "vieja Europa" encabezada, según esa retórica, por Francia y Alemania y que se oponía a la guerra. Nunca hubo una alineación cerrada, pero en la nueva Europa participaban tanto los "nuevos países libres" salidos del comunismo, con especial protagonismo de Polonia y la República Checa, como la Italia de Silvio Berlusconi o la España de José María Aznar.